# Imai Sōkun
Imai Sōkun est un nom japonais traditionnel ; le nom de famille (ou le nom d'école), Imai, précède donc le prénom (ou le nom d'artiste).
Imai Sōkun (今井 宗薫, 1552-25 mai 1627) est un important marchand d'armes dans la ville portuaire de Sakai et un maître de la cérémonie du thé. Il est aussi connu sous les noms d'« Imai Hiratsuna » et « Imai Kanehisa ».
Sōkun est le fils du marchand d'armes et maître de thé Imai Sōkyū, dont il poursuit les activités. Il succède également à son père comme conseiller et maître de thé auprès de Toyotomi Hideyoshi. Après la disparition de Hideyoshi en 1598, il sert Tokugawa Ieyasu, qui le fait hatamoto et lui octroie un domaine d'une valeur de 1 300 koku. Sōkun aide aussi à organiser l'envoi des navires au sceau rouge, les navires commerciaux formellement autorisés par le shogunat à commercer avec le continent asiatique.

## Source de la traduction
- (en) Cet article est partiellement ou en totalité issu de l’article de Wikipédia en anglais intitulé « Imai Sōkun » (voir la liste des auteurs).